# 17737 Sigmundjähn
(17737) Sigmundjähn, denumire internațională (17737) Sigmundjahn, este un asteroid din centura principală de asteroizi.

## Descriere
17737 Sigmundjähn este un asteroid din centura principală de asteroizi. A fost descoperit pe 27 ianuarie 1998 la Drebach de Jens Kandler. Asteroidul prezintă o orbită caracterizată de o semiaxă mare de 2,43 ua, o excentricitate de 0,14 și o înclinație de 6,5° în raport cu ecliptica.